# Eerste Divisie 2017-18
La Eerste Divisie 2017-18, conocida como Jupiler League por motivos de patrocinio, fue la 62.ª edición de la Eerste Divisie, equivalente a la segunda división de fútbol de los Países Bajos, creada en 1955.

## Sistema de competición
En la Eerste Divisie participan 20 clubes que, siguiendo un calendario establecido por sorteo, se enfrentan entre sí en dos partidos, uno en terreno propio y otro en campo contrario. El ganador de cada partido obtiene tres puntos, el empate otorga un punto y la derrota, cero puntos.
El campeón de la edición anterior VVV-Venlo ganó el ascenso a la primera división, siendo este reemplazado por el colista de la Eredivisie 2016-17 Go Ahead Eagles. A su vez, el NAC Breda pudo subir de categoría merced a su triunfo en los Play-offs de Ascenso, relegando al NEC Nijmegen a ocupar su lugar en el torneo de segunda división.
En una reunión extraordinaria de la KNVB el 2 de octubre de 2017, los representantes del fútbol amateur y profesional llegaron a un acuerdo sobre la ruta que va a tomar la renovación del fútbol neerlandés. Parte de lo acordado fue que en esta temporada no habrá ascensos ni descensos entre la Eerste Divisie y la Tweede Divisie.

## Ascensos y descensos
| Pos  | Descendidos de la Eredivisie 2016-17 |
| ---- | ------------------------------------ |
| 16.º | NEC Nijmegen                         |
| 18.º | Go Ahead Eagles                      |

| Pos | Ascendidos de la Eerste Divisie 2016-17 |
| --- | --------------------------------------- |
| 1.º | VVV-Venlo                               |
| 5.º | NAC Breda                               |

| Pos  | Descendidos de la Eerste Divisie 2016-17 |
| ---- | ---------------------------------------- |
| 20.º | Achilles '29                             |

| Pos | Ascendidos de la Tweede Divisie 2016-17 |
| --- | --------------------------------------- |
| 1.º | Jong AZ                                 |

## Equipos participantes
| Club               | Ciudad              | Estadio                                         | Capacidad |
| ------------------ | ------------------- | ----------------------------------------------- | --------- |
| Almere City FC     | Almere              | Yanmar Stadion                                  | 3.000     |
| Cambuur Leeuwarden | Leeuwarden          | Cambuurstadion                                  | 10.250    |
| De Graafschap      | Doetinchem          | Stadion De Vijverberg                           | 12.600    |
| FC Den Bosch       | Bolduque            | Stadion De Vliert                               | 8.713     |
| FC Dordrecht       | Dordrecht           | Riwal Hoogwerkers Stadion                       | 4.235     |
| FC Eindhoven       | Eindhoven           | Jan Louwers Stadion                             | 4.600     |
| FC Emmen           | Emmen               | De Oude Meerdijk                                | 8.600     |
| Fortuna Sittard    | Sittard             | Fortuna Sittard Stadion                         | 10.300    |
| Go Ahead Eagles    | Deventer            | De Adelaarshorst                                | 8.000     |
| Helmond Sport      | Helmond             | Lavans Stadion                                  | 4.174     |
| Jong Ajax          | Ámsterdam           | Sportcomplex De Toekomst                        | 2.050     |
| Jong AZ            | Wijdewormer Alkmaar | AFAS Trainingscomplex AFAS Stadion              | 200       |
| Jong PSV           | Eindhoven           | De Herdgang Jan Louwers Stadion Philips Stadion | 2.500     |
| Jong FC Utrecht    | Spakenburg Utrecht  | Sportcomplex De Westmaat Stadion Galgenwaard    | 450       |
| MVV Maastricht     | Maastricht          | Stadion De Geusselt                             | 8.800     |
| NEC                | Nijmegen            | Goffertstadion                                  | 12.500    |
| FC Oss             | Oss                 | Frans Heesen Stadion                            | 4.560     |
| RKC Waalwijk       | Waalwijk            | Mandemakers Stadion                             | 7.508     |
| Telstar            | Velsen              | Rabobank IJmond Stadion                         | 3.060     |
| FC Volendam        | Volendam            | Kras Stadion                                    | 7.384     |

## Clasificación
|  |     | Equipo            | PJ | PG | PE | PP | GF | GC | DG  | PTS |
|  | --- | ----------------- | -- | -- | -- | -- | -- | -- | --- | --- |
|  | 1.  | Jong Ajax         | 38 | 25 | 4  | 9  | 89 | 54 | +35 | 79  |
|  | 2.  | Fortuna Sittard   | 38 | 24 | 6  | 8  | 81 | 41 | +40 | 78  |
|  | 3.  | NEC Nijmegen      | 38 | 22 | 8  | 8  | 82 | 46 | +36 | 74  |
|  | 4.  | De Graafschap (O) | 38 | 18 | 11 | 9  | 78 | 47 | +31 | 65  |
|  | 5.  | Jong PSV          | 38 | 19 | 7  | 12 | 76 | 54 | +22 | 64  |
|  | 6.  | Telstar           | 38 | 16 | 13 | 9  | 66 | 63 | +3  | 61  |
|  | 7.  | FC Emmen (O)      | 38 | 14 | 16 | 8  | 58 | 50 | +8  | 58  |
|  | 8.  | SC Cambuur        | 38 | 16 | 10 | 12 | 58 | 53 | +5  | 58  |
|  | 9.  | Almere City FC    | 38 | 15 | 7  | 16 | 70 | 76 | -6  | 52  |
|  | 10. | MVV Maastricht    | 38 | 14 | 8  | 16 | 57 | 56 | +1  | 50  |
|  | 11. | FC Den Bosch      | 38 | 12 | 11 | 15 | 59 | 55 | +4  | 47  |
|  | 12. | FC Eindhoven      | 38 | 14 | 5  | 19 | 61 | 83 | -22 | 47  |
|  | 13. | FC Dordrecht      | 38 | 14 | 5  | 19 | 57 | 81 | -24 | 47  |
|  | 14. | FC Volendam       | 38 | 13 | 7  | 18 | 59 | 67 | -8  | 46  |
|  | 15. | FC Oss            | 38 | 12 | 10 | 16 | 53 | 65 | -12 | 46  |
|  | 16. | Jong AZ           | 38 | 14 | 4  | 20 | 57 | 70 | -13 | 46  |
|  | 17. | Go Ahead Eagles   | 38 | 9  | 10 | 19 | 48 | 68 | -20 | 37  |
|  | 18. | RKC Waalwijk      | 38 | 8  | 13 | 17 | 37 | 61 | -24 | 37  |
|  | 19. | Helmond Sport     | 38 | 9  | 9  | 20 | 50 | 67 | -17 | 36  |
|  | 20. | Jong FC Utrecht   | 38 | 7  | 6  | 25 | 37 | 76 | -39 | 27  |

 PJ = Partidos jugados; PG = Partidos ganados; PE = Partidos empatados; PP = Partidos perdidos;
GF = Goles anotados; GC = Goles recibidos; Dif = Diferencia de gol; Pts = Puntos

Fuente: soccerway.com
Nota:
- Los equipos de reserva no pueden ser promovidos a la Eredivisie, por tanto no pueden participar de los play-offs.

| Leyenda |                                                           |
|         | Asciende a Eredivisie 2018-19.                            |
|         | Promoción de ascenso a Eredivisie 2018-19, segunda ronda. |
|         | Promoción de ascenso a Eredivisie 2018-19, primera ronda. |
|         | Desciende a Tweede Divisie 2018-19                        |

| (C) Campeón                                         |
| (CC) Campeón de la Copa de los Países Bajos 2017-18 |
| (D) Descendido                                      |
| (G) Ganador de los play-offs                        |

## Evolución de las posiciones
| Equipo ╲ Jornada | 1         | 2  | 3  | 4  | 5  | 6  | 7  | 8  | 9  | 10 | 11 | 12 | 13 | 14 | 15 | 16 | 17 | 18 | 19 | 20 | 21 | 22 | 23 | 24 | 25 | 26 | 27 | 28 | 29 | 30 | 31 | 32 | 33 | 34 | 35 | 36 | 37 | 38 |   |
| ---------------- | --------- | -- | -- | -- | -- | -- | -- | -- | -- | -- | -- | -- | -- | -- | -- | -- | -- | -- | -- | -- | -- | -- | -- | -- | -- | -- | -- | -- | -- | -- | -- | -- | -- | -- | -- | -- | -- | -- | - |
| Equipo ╲ Jornada | Jong Ajax | 7  | 2  | 1  | 2  | 1  | 1  | 1  | 1  | 1  | 1  | 1  | 2  | 2  | 3  | 3  | 3  | 3  | 3  | 3  | 3  | 3  | 2  | 1  | 2  | 1  | 1  | 1  | 2  | 2  | 1  | 2  | 3  | 3  | 2  | 1  | 1  | 1  | 1 |
| Fortuna Sittard  | 1         | 9  | 5  | 4  | 4  | 3  | 2  | 2  | 2  | 3  | 3  | 3  | 3  | 2  | 2  | 2  | 2  | 1  | 1  | 1  | 1  | 3  | 3  | 3  | 3  | 3  | 3  | 3  | 3  | 3  | 3  | 1  | 1  | 1  | 2  | 2  | 2  | 2  |   |
| NEC Nijmegen     | 4         | 5  | 4  | 6  | 6  | 6  | 4  | 3  | 3  | 2  | 2  | 1  | 1  | 1  | 1  | 1  | 1  | 2  | 2  | 2  | 2  | 1  | 2  | 1  | 2  | 2  | 2  | 1  | 1  | 2  | 1  | 2  | 2  | 3  | 3  | 3  | 3  | 3  |   |
| De Graafschap    | 8         | 4  | 8  | 9  | 5  | 5  | 6  | 5  | 6  | 6  | 6  | 5  | 6  | 4  | 5  | 4  | 4  | 5  | 7  | 8  | 9  | 9  | 8  | 7  | 8  | 7  | 6  | 6  | 6  | 7  | 7  | 7  | 7  | 5  | 5  | 4  | 4  | 4  |   |
| Jong PSV         | 12        | 7  | 9  | 7  | 7  | 7  | 11 | 15 | 16 | 14 | 11 | 12 | 9  | 7  | 7  | 8  | 9  | 7  | 5  | 5  | 5  | 5  | 4  | 6  | 5  | 6  | 7  | 7  | 7  | 6  | 6  | 4  | 4  | 4  | 4  | 5  | 5  | 5  |   |
| Telstar          | 13        | 12 | 11 | 10 | 9  | 9  | 13 | 10 | 8  | 5  | 4  | 4  | 4  | 6  | 4  | 7  | 7  | 4  | 4  | 4  | 4  | 4  | 5  | 5  | 6  | 5  | 4  | 4  | 4  | 4  | 4  | 5  | 6  | 6  | 6  | 6  | 6  | 6  |   |
| FC Emmen         | 5         | 6  | 7  | 8  | 8  | 8  | 8  | 6  | 5  | 7  | 8  | 9  | 10 | 8  | 8  | 6  | 6  | 6  | 8  | 9  | 8  | 7  | 6  | 4  | 4  | 4  | 5  | 5  | 5  | 5  | 5  | 6  | 5  | 7  | 7  | 7  | 7  | 7  |   |
| SC Cambuur       | 15        | 19 | 12 | 13 | 11 | 10 | 9  | 14 | 15 | 16 | 15 | 17 | 16 | 17 | 17 | 16 | 13 | 13 | 13 | 13 | 13 | 11 | 11 | 12 | 12 | 13 | 14 | 13 | 13 | 12 | 13 | 12 | 12 | 10 | 9  | 8  | 8  | 8  |   |
| Almere City FC   | 16        | 16 | 18 | 11 | 12 | 14 | 16 | 13 | 14 | 15 | 16 | 14 | 15 | 14 | 10 | 10 | 10 | 12 | 10 | 6  | 6  | 6  | 7  | 8  | 7  | 8  | 8  | 10 | 11 | 13 | 12 | 14 | 13 | 11 | 11 | 10 | 10 | 9  |   |
| MVV Maastricht   | 6         | 8  | 3  | 3  | 3  | 4  | 5  | 7  | 9  | 12 | 10 | 10 | 12 | 10 | 12 | 12 | 11 | 10 | 11 | 12 | 12 | 14 | 15 | 14 | 13 | 12 | 12 | 12 | 10 | 10 | 8  | 10 | 10 | 8  | 8  | 9  | 9  | 10 |   |
| FC Den Bosch     | 17        | 17 | 20 | 12 | 15 | 12 | 7  | 9  | 7  | 8  | 9  | 6  | 5  | 5  | 6  | 5  | 5  | 8  | 9  | 10 | 10 | 10 | 10 | 10 | 10 | 10 | 10 | 11 | 12 | 9  | 10 | 9  | 9  | 13 | 13 | 14 | 16 | 11 |   |
| FC Eindhoven     | 9         | 11 | 15 | 17 | 13 | 15 | 12 | 16 | 12 | 13 | 14 | 11 | 8  | 12 | 9  | 11 | 12 | 11 | 12 | 11 | 11 | 12 | 12 | 13 | 15 | 15 | 15 | 16 | 17 | 16 | 18 | 17 | 17 | 17 | 16 | 16 | 12 | 12 |   |
| FC Dordrecht     | 20        | 10 | 10 | 15 | 14 | 11 | 10 | 8  | 10 | 11 | 13 | 15 | 14 | 11 | 13 | 13 | 15 | 15 | 16 | 15 | 14 | 13 | 13 | 11 | 11 | 9  | 11 | 9  | 8  | 8  | 9  | 8  | 8  | 12 | 12 | 12 | 13 | 13 |   |
| FC Volendam      | 10        | 15 | 17 | 18 | 18 | 18 | 18 | 19 | 20 | 20 | 20 | 20 | 20 | 20 | 19 | 18 | 18 | 17 | 17 | 17 | 16 | 15 | 14 | 15 | 14 | 14 | 13 | 14 | 14 | 14 | 14 | 13 | 11 | 9  | 10 | 11 | 11 | 14 |   |
| FC Oss           | 2         | 1  | 2  | 1  | 2  | 2  | 3  | 4  | 4  | 4  | 5  | 7  | 7  | 9  | 11 | 9  | 8  | 9  | 6  | 7  | 7  | 8  | 9  | 9  | 9  | 11 | 9  | 8  | 9  | 11 | 11 | 11 | 14 | 14 | 14 | 15 | 14 | 15 |   |
| Jong AZ          | 3         | 3  | 6  | 5  | 10 | 13 | 15 | 12 | 13 | 10 | 12 | 13 | 13 | 15 | 15 | 17 | 17 | 18 | 19 | 19 | 19 | 19 | 18 | 17 | 16 | 16 | 16 | 15 | 15 | 15 | 15 | 15 | 15 | 15 | 15 | 13 | 15 | 16 |   |
| Go Ahead Eagles  | 14        | 13 | 14 | 16 | 17 | 17 | 14 | 11 | 11 | 9  | 7  | 8  | 11 | 13 | 14 | 14 | 14 | 14 | 14 | 16 | 15 | 16 | 16 | 16 | 17 | 17 | 17 | 17 | 18 | 18 | 17 | 16 | 16 | 16 | 17 | 17 | 17 | 17 |   |
| RKC Waalwijk     | 18        | 18 | 19 | 20 | 19 | 19 | 19 | 18 | 19 | 19 | 18 | 18 | 17 | 16 | 16 | 15 | 16 | 16 | 15 | 14 | 17 | 17 | 17 | 18 | 18 | 18 | 19 | 19 | 19 | 19 | 19 | 19 | 19 | 19 | 19 | 19 | 18 | 18 |   |
| Helmond Sport    | 11        | 14 | 16 | 19 | 20 | 20 | 20 | 20 | 17 | 18 | 19 | 16 | 18 | 18 | 18 | 19 | 19 | 19 | 18 | 18 | 18 | 18 | 19 | 19 | 19 | 19 | 18 | 18 | 16 | 17 | 16 | 18 | 18 | 18 | 18 | 18 | 19 | 19 |   |
| Jong FC Utrecht  | 19        | 20 | 13 | 14 | 16 | 16 | 17 | 17 | 18 | 17 | 17 | 19 | 19 | 19 | 20 | 20 | 20 | 20 | 20 | 20 | 20 | 20 | 20 | 20 | 20 | 20 | 20 | 20 | 20 | 20 | 20 | 20 | 20 | 20 | 20 | 20 | 20 | 20 |   |

## Tabla de resultados cruzados
Victoria local 
 Empate 
 Victoria visitante 
| Local(↓)/Visitante(→) | ALM | CAM | DBO | DOR | EIN | EMM | FOR | GAE | GRA | HEL | JAJ | JAZ | JPS | JUT | MVV | NEC | OSS | RKC | TEL | VOL |
| --------------------- | --- | --- | --- | --- | --- | --- | --- | --- | --- | --- | --- | --- | --- | --- | --- | --- | --- | --- | --- | --- |
| Almere City FC        |     | 1–1 | 1–1 | 1–2 | 5–1 | 2–2 | 1–4 | 2–0 | 2–1 | 3–1 | 1–2 | 3–2 | 2–1 | 2–1 | 3–2 | 3–2 | 2–2 | 3–2 | 2–3 | 2–0 |
| SC Cambuur            | 2–1 |     | 2–2 | 3–0 | 3–2 | 1–1 | 1–0 | 2–1 | 3–2 | 4–1 | 1–2 | 3–2 | 0–1 | 2–2 | 0–2 | 1–1 | 1–3 | 1–1 | 2–1 | 2–2 |
| FC Den Bosch          | 1–3 | 1–2 |     | 4–1 | 4–0 | 1–2 | 2–4 | 3–0 | 1–1 | 2–2 | 2–5 | 1–3 | 5–0 | 1–0 | 2–1 | 3–0 | 0–0 | 0–0 | 3–2 | 3–1 |
| FC Dordrecht          | 1–1 | 0–3 | 0–3 |     | 4–3 | 2–2 | 3–0 | 1–2 | 1–1 | 3–2 | 2–3 | 3–2 | 2–3 | 2–1 | 2–4 | 3–3 | 2–0 | 1–0 | 2–3 | 2–2 |
| FC Eindhoven          | 3–2 | 2–1 | 0–1 | 0–1 |     | 2–1 | 1–3 | 3–2 | 2–4 | 3–2 | 2–3 | 1–3 | 1–2 | 5–2 | 3–2 | 3–2 | 1–3 | 3–1 | 2–2 | 1–0 |
| FC Emmen              | 2–2 | 2–0 | 2–2 | 1–3 | 1–1 |     | 0–0 | 0–0 | 5–2 | 0–0 | 2–2 | 0–2 | 3–1 | 0–0 | 2–1 | 1–0 | 1–1 | 2–1 | 2–3 | 2–3 |
| Fortuna Sittard       | 2–1 | 3–2 | 2–0 | 5–1 | 2–2 | 1–2 |     | 2–1 | 1–1 | 3–0 | 2–1 | 5–1 | 1–0 | 3–1 | 3–0 | 1–2 | 4–0 | 6–0 | 1–1 | 1–0 |
| Go Ahead Eagles       | 2–1 | 1–3 | 1–2 | 0–3 | 1–3 | 0–1 | 0–1 |     | 0–4 | 3–1 | 4–1 | 2–1 | 1–1 | 0–0 | 3–1 | 1–1 | 2–1 | 0–0 | 1–1 | 1–1 |
| De Graafschap         | 4–2 | 2–0 | 2–1 | 0–1 | 4–0 | 2–2 | 2–0 | 1–1 |     | 1–0 | 2–4 | 1–0 | 2–3 | 7–0 | 1–2 | 1–3 | 1–1 | 1–0 | 1–0 | 2–1 |
| Helmond Sport         | 1–2 | 3–0 | 3–1 | 1–2 | 0–0 | 3–1 | 1–3 | 1–1 | 0–2 |     | 1–4 | 3–0 | 1–2 | 2–0 | 2–3 | 1–2 | 2–1 | 2–2 | 1–2 | 1–4 |
| Jong Ajax             | 3–0 | 3–2 | 1–0 | 3–0 | 4–0 | 3–2 | 4–2 | 0–2 | 0–5 | 2–0 |     | 0–1 | 0–3 | 2–1 | 2–1 | 1–0 | 2–0 | 1–1 | 1–1 | 7–0 |
| Jong AZ               | 4–1 | 0–1 | 1–1 | 3–1 | 1–2 | 2–1 | 2–0 | 0–0 | 2–2 | 1–3 | 4–2 |     | 2–1 | 1–3 | 3–1 | 2–7 | 3–1 | 2–1 | 2–2 | 0–2 |
| Jong PSV              | 3–2 | 1–1 | 2–1 | 4–2 | 4–1 | 1–1 | 2–3 | 6–0 | 2–2 | 1–2 | 0–3 | 1–2 |     | 2–0 | 1–0 | 3–3 | 5–1 | 3–2 | 6–0 | 2–1 |
| Jong FC Utrecht       | 2–4 | 1–3 | 1–1 | 0–2 | 1–2 | 1–2 | 0–1 | 1–0 | 1–4 | 0–0 | 2–1 | 1–0 | 1–4 |     | 2–1 | 0–2 | 0–3 | 5–2 | 0–1 | 2–1 |
| MVV Maastricht        | 3–0 | 1–1 | 3–0 | 1–0 | 2–0 | 0–1 | 1–2 | 4–3 | 1–3 | 3–1 | 0–4 | 3–0 | 0–0 | 3–1 |     | 4–1 | 1–1 | 0–0 | 0–0 | 2–1 |
| NEC Nijmegen          | 3–1 | 3–1 | 1–0 | 6–0 | 2–1 | 1–1 | 1–1 | 5–1 | 1–1 | 1–1 | 2–1 | 2–0 | 2–0 | 3–1 | 4–1 |     | 2–1 | 2–0 | 3–0 | 3–0 |
| FC Oss                | 5–1 | 2–1 | 1–1 | 3–1 | 1–1 | 2–3 | 1–2 | 1–6 | 1–4 | 0–0 | 0–3 | 2–1 | 0–3 | 2–0 | 1–0 | 3–0 |     | 3–1 | 0–0 | 1–0 |
| RKC Waalwijk          | 0–4 | 0–0 | 1–1 | 1–0 | 0–1 | 0–2 | 1–1 | 2–1 | 0–0 | 1–0 | 2–4 | 1–0 | 3–2 | 2–2 | 1–1 | 0–2 | 2–1 |     | 4–1 | 1–3 |
| Telstar               | 4–0 | 0–1 | 3–2 | 3–0 | 4–1 | 0–0 | 0–6 | 3–1 | 3–2 | 2–3 | 3–3 | 2–1 | 0–0 | 1–0 | 0–0 | 3–2 | 3–3 | 0–0 |     | 5–2 |
| FC Volendam           | 1–1 | 0–1 | 1–0 | 4–1 | 3–2 | 2–3 | 2–0 | 4–3 | 0–0 | 2–2 | 1–2 | 4–1 | 1–0 | 2–1 | 2–2 | 0–2 | 3–1 | 0–1 | 3–4 |     |

Nota: resultados según equipo local.

## Resultados
- Los horarios corresponden al huso horario de los Países Bajos (Hora central europea): UTC+1 en horario estándar y UTC+2 en horario de verano

### Primera vuelta
| Fecha 1         | Fecha 1   | Fecha 1         | Fecha 1                            | Fecha 1      | Fecha 1 |
| Local           | Resultado | Visitante       | Estadio                            | Fecha        | Hora    |
| --------------- | --------- | --------------- | ---------------------------------- | ------------ | ------- |
| SC Cambuur      | 1 – 2     | Jong Ajax       | Cambuurstadion                     | 18 de agosto | 20:00   |
| Fortuna Sittard | 5 – 1     | FC Dordrecht    | Fortuna Sittard Stadion            | 18 de agosto | 20:00   |
| NEC Nijmegen    | 3 – 1     | Almere City FC  | Goffertstadion                     | 18 de agosto | 20:00   |
| FC Eindhoven    | 2 – 2     | Telstar         | Jan Louwers Stadion                | 18 de agosto | 20:00   |
| FC Volendam     | 2 – 2     | Helmond Sport   | Kras Stadion                       | 18 de agosto | 20:00   |
| RKC Waalwijk    | 0 – 2     | FC Emmen        | Mandemakers Stadion                | 18 de agosto | 20:00   |
| MVV Maastricht  | 4 – 3     | Go Ahead Eagles | Stadion De Geusselt                | 18 de agosto | 20:00   |
| FC Den Bosch    | 1 – 3     | Jong AZ         | Timmermans Infra Stadion De Vliert | 18 de agosto | 20:00   |
| Jong PSV        | 2 – 2     | De Graafschap   | De Herdgang                        | 21 de agosto | 20:00   |
| Jong FC Utrecht | 0 – 3     | FC Oss          | Stadion Galgenwaard                | 21 de agosto | 20:00   |

| Fecha 2         | Fecha 2   | Fecha 2         | Fecha 2                   | Fecha 2      | Fecha 2 |
| Local           | Resultado | Visitante       | Estadio                   | Fecha        | Hora    |
| --------------- | --------- | --------------- | ------------------------- | ------------ | ------- |
| Jong AZ         | 2 – 1     | RKC Waalwijk    | AFAS Trainingscomplex     | 25 de agosto | 20:00   |
| Go Ahead Eagles | 1 – 1     | NEC Nijmegen    | De Adelaarshorst          | 25 de agosto | 20:00   |
| FC Oss          | 1 – 0     | FC Volendam     | Frans Heesen Stadion      | 25 de agosto | 20:00   |
| FC Emmen        | 1 – 1     | FC Eindhoven    | JENS Vesting              | 25 de agosto | 20:00   |
| Helmond Sport   | 1 – 2     | Jong PSV        | Lavans Stadion            | 25 de agosto | 20:00   |
| Telstar         | 0 – 0     | MVV Maastricht  | Rabobank IJmond Stadion   | 25 de agosto | 20:00   |
| FC Dordrecht    | 2 – 1     | Jong FC Utrecht | Riwal Hoogwerkers Stadion | 25 de agosto | 20:00   |
| Jong Ajax       | 4 – 2     | Fortuna Sittard | Sportcomplex De Toekomst  | 25 de agosto | 20:00   |
| De Graafschap   | 2 – 0     | SC Cambuur      | Stadion De Vijverberg     | 25 de agosto | 20:00   |
| Almere City FC  | 1 – 1     | FC Den Bosch    | Yanmar Stadion            | 25 de agosto | 20:00   |

| Fecha 3         | Fecha 3   | Fecha 3         | Fecha 3                   | Fecha 3         | Fecha 3 |
| Local           | Resultado | Visitante       | Estadio                   | Fecha           | Hora    |
| --------------- | --------- | --------------- | ------------------------- | --------------- | ------- |
| Jong PSV        | 0 – 3     | Jong Ajax       | De Herdgang               | 1 de septiembre | 20:00   |
| Fortuna Sittard | 2 – 1     | Almere City FC  | Fortuna Sittard Stadion   | 1 de septiembre | 20:00   |
| NEC Nijmegen    | 2 – 1     | FC Eindhoven    | Goffertstadion            | 1 de septiembre | 20:00   |
| Helmond Sport   | 1 – 1     | Go Ahead Eagles | Lavans Stadion            | 1 de septiembre | 20:00   |
| Telstar         | 3 – 3     | FC Oss          | Rabobank IJmond Stadion   | 1 de septiembre | 20:00   |
| FC Dordrecht    | 2 – 2     | FC Emmen        | Riwal Hoogwerkers Stadion | 1 de septiembre | 20:00   |
| Jong FC Utrecht | 1 – 0     | Jong AZ         | Sportcomplex De Westmaat  | 1 de septiembre | 20:00   |
| MVV Maastricht  | 3 – 0     | FC Den Bosch    | Stadion De Geusselt       | 1 de septiembre | 20:00   |
| RKC Waalwijk    | 0 – 0     | De Graafschap   | Mandemakers Stadion       | 2 de septiembre | 19:45   |
| FC Volendam     | 0 – 1     | SC Cambuur      | Kras Stadion              | 3 de septiembre | 12:30   |

| Fecha 4         | Fecha 4   | Fecha 4         | Fecha 4                            | Fecha 4          | Fecha 4 |
| Local           | Resultado | Visitante       | Estadio                            | Fecha            | Hora    |
| --------------- | --------- | --------------- | ---------------------------------- | ---------------- | ------- |
| Go Ahead Eagles | 1 – 1     | FC Volendam     | De Adelaarshorst                   | 8 de septiembre  | 20:00   |
| FC Oss          | 3 – 1     | FC Dordrecht    | Frans Heesen Stadion               | 8 de septiembre  | 20:00   |
| FC Eindhoven    | 1 – 2     | Jong PSV        | Jan Louwers Stadion                | 8 de septiembre  | 20:00   |
| FC Emmen        | 0 – 0     | Fortuna Sittard | JENS Vesting                       | 8 de septiembre  | 20:00   |
| De Graafschap   | 1 – 2     | MVV Maastricht  | Stadion De Vijverberg              | 8 de septiembre  | 20:00   |
| FC Den Bosch    | 3 – 0     | NEC Nijmegen    | Timmermans Infra Stadion De Vliert | 8 de septiembre  | 20:00   |
| Almere City FC  | 3 – 1     | Helmond Sport   | Yanmar Stadion                     | 8 de septiembre  | 20:00   |
| SC Cambuur      | 2 – 2     | Jong FC Utrecht | Cambuurstadion                     | 8 de septiembre  | 20:30   |
| Jong Ajax       | 1 – 1     | RKC Waalwijk    | Sportcomplex De Toekomst           | 11 de septiembre | 20:00   |
| Jong AZ         | 2 – 2     | Telstar         | AFAS Stadion                       | 12 de septiembre | 20:00   |

| Fecha 5         | Fecha 5   | Fecha 5        | Fecha 5                   | Fecha 5          | Fecha 5 |
| Local           | Resultado | Visitante      | Estadio                   | Fecha            | Hora    |
| --------------- | --------- | -------------- | ------------------------- | ---------------- | ------- |
| Go Ahead Eagles | 1 – 3     | SC Cambuur     | De Adelaarshorst          | 15 de septiembre | 20:00   |
| Fortuna Sittard | 1 – 0     | FC Volendam    | Fortuna Sittard Stadion   | 15 de septiembre | 20:00   |
| NEC Nijmegen    | 1 – 1     | FC Emmen       | Goffertstadion            | 15 de septiembre | 20:00   |
| Helmond Sport   | 1 – 4     | Jong Ajax      | Lavans Stadion            | 15 de septiembre | 20:00   |
| RKC Waalwijk    | 0 – 1     | FC Eindhoven   | Mandemakers Stadion       | 15 de septiembre | 20:00   |
| Telstar         | 3 – 2     | FC Den Bosch   | Rabobank IJmond Stadion   | 15 de septiembre | 20:00   |
| FC Dordrecht    | 1 – 1     | Almere City FC | Riwal Hoogwerkers Stadion | 15 de septiembre | 20:00   |
| Jong FC Utrecht | 1 – 4     | De Graafschap  | Sportcomplex De Westmaat  | 15 de septiembre | 20:00   |
| MVV Maastricht  | 0 – 0     | Jong PSV       | Stadion De Geusselt       | 15 de septiembre | 20:00   |
| FC Oss          | 2 – 1     | Jong AZ        | Frans Heesen Stadion      | 23 de octubre    | 20:00   |

| Fecha 6         | Fecha 6   | Fecha 6         | Fecha 6                  | Fecha 6          | Fecha 6 |
| Local           | Resultado | Visitante       | Estadio                  | Fecha            | Hora    |
| --------------- | --------- | --------------- | ------------------------ | ---------------- | ------- |
| Fortuna Sittard | 5 – 1     | Jong AZ         | Fortuna Sittard Stadion  | 22 de septiembre | 20:00   |
| FC Eindhoven    | 0 – 1     | FC Den Bosch    | Jan Louwers Stadion      | 22 de septiembre | 20:00   |
| FC Emmen        | 0 – 0     | Go Ahead Eagles | JENS Vesting             | 22 de septiembre | 20:00   |
| FC Volendam     | 0 – 0     | De Graafschap   | Kras Stadion             | 22 de septiembre | 20:00   |
| Helmond Sport   | 1 – 2     | FC Dordrecht    | Lavans Stadion           | 22 de septiembre | 20:00   |
| RKC Waalwijk    | 2 – 2     | Jong FC Utrecht | Mandemakers Stadion      | 22 de septiembre | 20:00   |
| MVV Maastricht  | 1 – 1     | SC Cambuur      | Stadion De Geusselt      | 22 de septiembre | 20:00   |
| Almere City FC  | 2 – 2     | FC Oss          | Yanmar Stadion           | 22 de septiembre | 20:00   |
| Jong PSV        | 3 – 3     | NEC Nijmegen    | Philips Stadion          | 25 de septiembre | 20:00   |
| Jong Ajax       | 1 – 1     | Telstar         | Sportcomplex De Toekomst | 25 de septiembre | 20:00   |

| Fecha 7         | Fecha 7   | Fecha 7         | Fecha 7                            | Fecha 7          | Fecha 7 |
| Local           | Resultado | Visitante       | Estadio                            | Fecha            | Hora    |
| --------------- | --------- | --------------- | ---------------------------------- | ---------------- | ------- |
| Jong AZ         | 1 – 2     | FC Eindhoven    | AFAS Trainingscomplex              | 29 de septiembre | 20:00   |
| SC Cambuur      | 1 – 1     | RKC Waalwijk    | Cambuurstadion                     | 29 de septiembre | 20:00   |
| Go Ahead Eagles | 2 – 1     | Almere City FC  | De Adelaarshorst                   | 29 de septiembre | 20:00   |
| FC Oss          | 0 – 3     | Jong Ajax       | Frans Heesen Stadion               | 29 de septiembre | 20:00   |
| NEC Nijmegen    | 4 – 1     | MVV Maastricht  | Goffertstadion                     | 29 de septiembre | 20:00   |
| Telstar         | 0 – 6     | Fortuna Sittard | Rabobank IJmond Stadion            | 29 de septiembre | 20:00   |
| FC Dordrecht    | 2 – 2     | FC Volendam     | Riwal Hoogwerkers Stadion          | 29 de septiembre | 20:00   |
| Jong FC Utrecht | 0 – 0     | Helmond Sport   | Sportcomplex De Westmaat           | 29 de septiembre | 20:00   |
| De Graafschap   | 2 – 2     | FC Emmen        | Stadion De Vijverberg              | 29 de septiembre | 20:00   |
| FC Den Bosch    | 5 – 0     | Jong PSV        | Timmermans Infra Stadion De Vliert | 29 de septiembre | 20:00   |

| Fecha 8         | Fecha 8   | Fecha 8         | Fecha 8                   | Fecha 8      | Fecha 8 |
| Local           | Resultado | Visitante       | Estadio                   | Fecha        | Hora    |
| --------------- | --------- | --------------- | ------------------------- | ------------ | ------- |
| Jong PSV        | 1 – 2     | Jong AZ         | De Herdgang               | 6 de octubre | 20:00   |
| Fortuna Sittard | 1 – 2     | NEC Nijmegen    | Fortuna Sittard Stadion   | 6 de octubre | 20:00   |
| FC Oss          | 1 – 6     | Go Ahead Eagles | Frans Heesen Stadion      | 6 de octubre | 20:00   |
| FC Emmen        | 2 – 0     | SC Cambuur      | JENS Vesting              | 6 de octubre | 20:00   |
| FC Volendam     | 3 – 4     | Telstar         | Kras Stadion              | 6 de octubre | 20:00   |
| Helmond Sport   | 0 – 2     | De Graafschap   | Lavans Stadion            | 6 de octubre | 20:00   |
| FC Dordrecht    | 4 – 3     | FC Eindhoven    | Riwal Hoogwerkers Stadion | 6 de octubre | 20:00   |
| Jong Ajax       | 2 – 1     | Jong FC Utrecht | Sportcomplex De Toekomst  | 6 de octubre | 20:00   |
| Almere City FC  | 3 – 2     | MVV Maastricht  | Yanmar Stadion            | 6 de octubre | 20:00   |
| RKC Waalwijk    | 1 – 1     | FC Den Bosch    | Mandemakers Stadion       | 8 de octubre | 14:30   |

| Fecha 9        | Fecha 9   | Fecha 9         | Fecha 9                            | Fecha 9       | Fecha 9 |
| Local          | Resultado | Visitante       | Estadio                            | Fecha         | Hora    |
| -------------- | --------- | --------------- | ---------------------------------- | ------------- | ------- |
| SC Cambuur     | 1 – 3     | FC Oss          | Cambuurstadion                     | 13 de octubre | 20:00   |
| NEC Nijmegen   | 2 – 0     | RKC Waalwijk    | Goffertstadion                     | 13 de octubre | 20:00   |
| FC Eindhoven   | 1 – 0     | FC Volendam     | Jan Louwers Stadion                | 13 de octubre | 20:00   |
| FC Emmen       | 3 – 1     | Jong PSV        | JENS Vesting                       | 13 de octubre | 20:00   |
| Telstar        | 3 – 0     | FC Dordrecht    | Rabobank IJmond Stadion            | 13 de octubre | 20:00   |
| MVV Maastricht | 1 – 2     | Fortuna Sittard | Stadion De Geusselt                | 13 de octubre | 20:00   |
| FC Den Bosch   | 1 – 0     | Jong FC Utrecht | Timmermans Infra Stadion De Vliert | 13 de octubre | 20:00   |
| De Graafschap  | 1 – 1     | Go Ahead Eagles | Stadion De Vijverberg              | 15 de octubre | 12:30   |
| Jong AZ        | 1 – 3     | Helmond Sport   | AFAS Trainingscomplex              | 16 de octubre | 20:00   |
| Jong Ajax      | 3 – 0     | Almere City FC  | Sportcomplex De Toekomst           | 16 de octubre | 20:00   |

| Fecha 10        | Fecha 10  | Fecha 10       | Fecha 10                  | Fecha 10      | Fecha 10 |
| Local           | Resultado | Visitante      | Estadio                   | Fecha         | Hora     |
| --------------- | --------- | -------------- | ------------------------- | ------------- | -------- |
| Jong AZ         | 2 – 1     | FC Emmen       | AFAS Trainingscomplex     | 20 de octubre | 20:00    |
| Go Ahead Eagles | 4 – 1     | Jong Ajax      | De Adelaarshorst          | 20 de octubre | 20:00    |
| Jong PSV        | 3 – 2     | RKC Waalwijk   | De Herdgang               | 20 de octubre | 20:00    |
| Fortuna Sittard | 2 – 2     | FC Eindhoven   | Fortuna Sittard Stadion   | 20 de octubre | 20:00    |
| FC Oss          | 1 – 1     | FC Den Bosch   | Frans Heesen Stadion      | 20 de octubre | 20:00    |
| FC Volendam     | 0 – 2     | NEC Nijmegen   | Kras Stadion              | 20 de octubre | 20:00    |
| Helmond Sport   | 1 – 2     | Telstar        | Lavans Stadion            | 20 de octubre | 20:00    |
| FC Dordrecht    | 1 – 1     | De Graafschap  | Riwal Hoogwerkers Stadion | 20 de octubre | 20:00    |
| Jong FC Utrecht | 2 – 1     | MVV Maastricht | Stadion Galgenwaard       | 20 de octubre | 20:00    |
| Almere City FC  | 1 – 1     | SC Cambuur     | Yanmar Stadion            | 20 de octubre | 20:00    |

| Fecha 11        | Fecha 11  | Fecha 11        | Fecha 11                           | Fecha 11      | Fecha 11 |
| Local           | Resultado | Visitante       | Estadio                            | Fecha         | Hora     |
| --------------- | --------- | --------------- | ---------------------------------- | ------------- | -------- |
| SC Cambuur      | 0 – 1     | Jong PSV        | Cambuurstadion                     | 27 de octubre | 20:00    |
| Go Ahead Eagles | 2 – 1     | Jong AZ         | De Adelaarshorst                   | 27 de octubre | 20:00    |
| NEC Nijmegen    | 3 – 1     | Jong FC Utrecht | Goffertstadion                     | 27 de octubre | 20:00    |
| FC Eindhoven    | 2 – 3     | Jong Ajax       | Jan Louwers Stadion                | 27 de octubre | 20:00    |
| FC Emmen        | 1 – 1     | FC Oss          | JENS Vesting                       | 27 de octubre | 20:00    |
| RKC Waalwijk    | 1 – 0     | FC Dordrecht    | Mandemakers Stadion                | 27 de octubre | 20:00    |
| De Graafschap   | 2 – 0     | Fortuna Sittard | Stadion De Vijverberg              | 27 de octubre | 20:00    |
| FC Den Bosch    | 2 – 2     | Helmond Sport   | Timmermans Infra Stadion De Vliert | 27 de octubre | 20:00    |
| Telstar         | 4 – 0     | Almere City FC  | Rabobank IJmond Stadion            | 29 de octubre | 14:30    |
| MVV Maastricht  | 2 – 1     | FC Volendam     | Stadion De Geusselt                | 29 de octubre | 14:30    |

| Fecha 12        | Fecha 12  | Fecha 12        | Fecha 12                  | Fecha 12       | Fecha 12 |
| Local           | Resultado | Visitante       | Estadio                   | Fecha          | Hora     |
| --------------- | --------- | --------------- | ------------------------- | -------------- | -------- |
| Fortuna Sittard | 4 – 0     | FC Oss          | Fortuna Sittard Stadion   | 3 de noviembre | 20:00    |
| NEC Nijmegen    | 3 – 1     | SC Cambuur      | Goffertstadion            | 3 de noviembre | 20:00    |
| FC Volendam     | 1 – 0     | Jong PSV        | Kras Stadion              | 3 de noviembre | 20:00    |
| Helmond Sport   | 3 – 1     | FC Emmen        | Lavans Stadion            | 3 de noviembre | 20:00    |
| Telstar         | 3 – 1     | Go Ahead Eagles | Rabobank IJmond Stadion   | 3 de noviembre | 20:00    |
| FC Dordrecht    | 0 – 3     | FC Den Bosch    | Riwal Hoogwerkers Stadion | 3 de noviembre | 20:00    |
| Jong Ajax       | 0 – 5     | De Graafschap   | Sportcomplex De Toekomst  | 3 de noviembre | 20:00    |
| Jong FC Utrecht | 1 – 2     | FC Eindhoven    | Sportcomplex De Westmaat  | 3 de noviembre | 20:00    |
| MVV Maastricht  | 0 – 0     | RKC Waalwijk    | Stadion De Geusselt       | 3 de noviembre | 20:00    |
| Almere City FC  | 3 – 2     | Jong AZ         | Yanmar Stadion            | 3 de noviembre | 20:00    |

| Fecha 13        | Fecha 13  | Fecha 13        | Fecha 13                           | Fecha 13        | Fecha 13 |
| Local           | Resultado | Visitante       | Estadio                            | Fecha           | Hora     |
| --------------- | --------- | --------------- | ---------------------------------- | --------------- | -------- |
| SC Cambuur      | 1 – 0     | Fortuna Sittard | Cambuurstadion                     | 17 de noviembre | 20:00    |
| Go Ahead Eagles | 0 – 3     | FC Dordrecht    | De Adelaarshorst                   | 17 de noviembre | 20:00    |
| FC Oss          | 0 – 0     | Helmond Sport   | Frans Heesen Stadion               | 17 de noviembre | 20:00    |
| FC Eindhoven    | 3 – 2     | MVV Maastricht  | Jan Louwers Stadion                | 17 de noviembre | 20:00    |
| FC Emmen        | 2 – 2     | Almere City FC  | JENS Vesting                       | 17 de noviembre | 20:00    |
| RKC Waalwijk    | 4 – 1     | Telstar         | Mandemakers Stadion                | 17 de noviembre | 20:00    |
| De Graafschap   | 1 – 3     | NEC Nijmegen    | Stadion De Vijverberg              | 17 de noviembre | 20:00    |
| FC Den Bosch    | 3 – 1     | FC Volendam     | Timmermans Infra Stadion De Vliert | 17 de noviembre | 20:00    |
| Jong AZ         | 4 – 2     | Jong Ajax       | AFAS Stadion                       | 20 de noviembre | 20:00    |
| Jong PSV        | 2 – 0     | Jong FC Utrecht | De Herdgang                        | 20 de noviembre | 20:00    |

| Fecha 14        | Fecha 14  | Fecha 14        | Fecha 14                  | Fecha 14        | Fecha 14 |
| Local           | Resultado | Visitante       | Estadio                   | Fecha           | Hora     |
| --------------- | --------- | --------------- | ------------------------- | --------------- | -------- |
| SC Cambuur      | 2 – 2     | FC Den Bosch    | Cambuurstadion            | 24 de noviembre | 20:00    |
| Jong PSV        | 6 – 0     | Telstar         | De Herdgang               | 24 de noviembre | 20:00    |
| Fortuna Sittard | 2 – 1     | Go Ahead Eagles | Fortuna Sittard Stadion   | 24 de noviembre | 20:00    |
| NEC Nijmegen    | 2 – 1     | Jong Ajax       | Goffertstadion            | 24 de noviembre | 20:00    |
| FC Volendam     | 2 – 3     | FC Emmen        | Kras Stadion              | 24 de noviembre | 20:00    |
| RKC Waalwijk    | 2 – 1     | FC Oss          | Mandemakers Stadion       | 24 de noviembre | 20:00    |
| FC Dordrecht    | 3 – 2     | Jong AZ         | Riwal Hoogwerkers Stadion | 24 de noviembre | 20:00    |
| Jong FC Utrecht | 2 – 4     | Almere City FC  | Sportcomplex De Westmaat  | 24 de noviembre | 20:00    |
| MVV Maastricht  | 3 – 1     | Helmond Sport   | Stadion De Geusselt       | 24 de noviembre | 20:00    |
| De Graafschap   | 4 – 0     | FC Eindhoven    | Stadion De Vijverberg     | 24 de noviembre | 20:00    |

| Fecha 15        | Fecha 15  | Fecha 15        | Fecha 15                           | Fecha 15        | Fecha 15 |
| Local           | Resultado | Visitante       | Estadio                            | Fecha           | Hora     |
| --------------- | --------- | --------------- | ---------------------------------- | --------------- | -------- |
| Jong AZ         | 0 – 2     | FC Volendam     | AFAS Stadion                       | 27 de noviembre | 20:00    |
| Go Ahead Eagles | 0 – 0     | Jong FC Utrecht | De Adelaarshorst                   | 27 de noviembre | 20:00    |
| FC Oss          | 0 – 3     | Jong PSV        | Frans Heesen Stadion               | 27 de noviembre | 20:00    |
| FC Eindhoven    | 2 – 1     | SC Cambuur      | Jan Louwers Stadion                | 27 de noviembre | 20:00    |
| FC Emmen        | 2 – 1     | MVV Maastricht  | JENS Vesting                       | 27 de noviembre | 20:00    |
| Helmond Sport   | 1 – 3     | Fortuna Sittard | Lavans Stadion                     | 27 de noviembre | 20:00    |
| Telstar         | 3 – 2     | NEC Nijmegen    | Rabobank IJmond Stadion            | 27 de noviembre | 20:00    |
| Jong Ajax       | 3 – 0     | FC Dordrecht    | Sportcomplex De Toekomst           | 27 de noviembre | 20:00    |
| FC Den Bosch    | 1 – 1     | De Graafschap   | Timmermans Infra Stadion De Vliert | 27 de noviembre | 20:00    |
| Almere City FC  | 3 – 2     | RKC Waalwijk    | Yanmar Stadion                     | 27 de noviembre | 20:00    |

| Fecha 16        | Fecha 16  | Fecha 16        | Fecha 16                           | Fecha 16       | Fecha 16 |
| Local           | Resultado | Visitante       | Estadio                            | Fecha          | Hora     |
| --------------- | --------- | --------------- | ---------------------------------- | -------------- | -------- |
| SC Cambuur      | 2 – 1     | Telstar         | Cambuurstadion                     | 1 de diciembre | 20:00    |
| NEC Nijmegen    | 6 – 0     | FC Dordrecht    | Goffertstadion                     | 1 de diciembre | 20:00    |
| FC Eindhoven    | 1 – 3     | FC Oss          | Jan Louwers Stadion                | 1 de diciembre | 20:00    |
| FC Volendam     | 1 – 1     | Almere City FC  | Kras Stadion                       | 1 de diciembre | 20:00    |
| RKC Waalwijk    | 1 – 0     | Helmond Sport   | Mandemakers Stadion                | 1 de diciembre | 20:00    |
| MVV Maastricht  | 0 – 4     | Jong Ajax       | Stadion De Geusselt                | 1 de diciembre | 20:00    |
| De Graafschap   | 1 – 0     | Jong AZ         | Stadion De Vijverberg              | 1 de diciembre | 20:00    |
| FC Den Bosch    | 3 – 0     | Go Ahead Eagles | Timmermans Infra Stadion De Vliert | 1 de diciembre | 20:00    |
| Jong PSV        | 2 – 3     | Fortuna Sittard | Jan Louwers Stadion                | 4 de diciembre | 20:00    |
| Jong FC Utrecht | 1 – 2     | FC Emmen        | Stadion Galgenwaard                | 4 de diciembre | 20:00    |

| Fecha 17        | Fecha 17  | Fecha 17        | Fecha 17                  | Fecha 17        | Fecha 17 |
| Local           | Resultado | Visitante       | Estadio                   | Fecha           | Hora     |
| --------------- | --------- | --------------- | ------------------------- | --------------- | -------- |
| Fortuna Sittard | 6 – 0     | RKC Waalwijk    | Fortuna Sittard Stadion   | 8 de diciembre  | 20:00    |
| FC Volendam     | 2 – 1     | Jong FC Utrecht | Kras Stadion              | 8 de diciembre  | 20:00    |
| FC Dordrecht    | 2 – 4     | MVV Maastricht  | Riwal Hoogwerkers Stadion | 8 de diciembre  | 20:00    |
| Almere City FC  | 2 – 1     | De Graafschap   | Yanmar Stadion            | 8 de diciembre  | 20:00    |
| Telstar         | 0 – 0     | FC Emmen        | Rabobank IJmond Stadion   | 8 de diciembre  | 20:10    |
| Go Ahead Eagles | 1 – 1     | Jong PSV        | De Adelaarshorst          | 12 de diciembre | 20:00    |
| Helmond Sport   | 0 – 0     | FC Eindhoven    | Lavans Stadion            | 18 de diciembre | 20:00    |
| Jong Ajax       | 1 – 0     | FC Den Bosch    | Sportcomplex De Toekomst  | 18 de diciembre | 20:00    |
| Jong AZ         | 0 – 1     | SC Cambuur      | AFAS Trainingscomplex     | 15 de enero     | 20:00    |
| FC Oss          | 3 – 0     | NEC Nijmegen    | Frans Heesen Stadion      | 15 de enero     | 20:00    |

| Fecha 18        | Fecha 18  | Fecha 18        | Fecha 18                           | Fecha 18        | Fecha 18 |
| Local           | Resultado | Visitante       | Estadio                            | Fecha           | Hora     |
| --------------- | --------- | --------------- | ---------------------------------- | --------------- | -------- |
| SC Cambuur      | 3 – 0     | FC Dordrecht    | Cambuurstadion                     | 15 de diciembre | 20:00    |
| Jong PSV        | 3 – 2     | Almere City FC  | De Herdgang                        | 15 de diciembre | 20:00    |
| NEC Nijmegen    | 1 – 1     | Helmond Sport   | Goffertstadion                     | 15 de diciembre | 20:00    |
| FC Eindhoven    | 3 – 2     | Go Ahead Eagles | Jan Louwers Stadion                | 15 de diciembre | 20:00    |
| FC Emmen        | 2 – 2     | Jong Ajax       | JENS Vesting                       | 15 de diciembre | 20:00    |
| RKC Waalwijk    | 1 – 3     | FC Volendam     | Mandemakers Stadion                | 15 de diciembre | 20:00    |
| Jong FC Utrecht | 0 – 1     | Telstar         | Sportcomplex De Westmaat           | 15 de diciembre | 20:00    |
| MVV Maastricht  | 3 – 0     | Jong AZ         | Stadion De Geusselt                | 15 de diciembre | 20:00    |
| De Graafschap   | 1 – 1     | FC Oss          | Stadion De Vijverberg              | 15 de diciembre | 20:00    |
| FC Den Bosch    | 2 – 4     | Fortuna Sittard | Timmermans Infra Stadion De Vliert | 15 de diciembre | 20:00    |

| Fecha 19        | Fecha 19  | Fecha 19        | Fecha 19                  | Fecha 19        | Fecha 19 |
| Local           | Resultado | Visitante       | Estadio                   | Fecha           | Hora     |
| --------------- | --------- | --------------- | ------------------------- | --------------- | -------- |
| Jong AZ         | 2 – 7     | NEC Nijmegen    | AFAS Trainingscomplex     | 22 de diciembre | 20:00    |
| Go Ahead Eagles | 0 – 0     | RKC Waalwijk    | De Adelaarshorst          | 22 de diciembre | 20:00    |
| FC Oss          | 1 – 0     | MVV Maastricht  | Frans Heesen Stadion      | 22 de diciembre | 20:00    |
| FC Emmen        | 2 – 2     | FC Den Bosch    | JENS Vesting              | 22 de diciembre | 20:00    |
| Helmond Sport   | 3 – 0     | SC Cambuur      | Lavans Stadion            | 22 de diciembre | 20:00    |
| Telstar         | 3 – 2     | De Graafschap   | Rabobank IJmond Stadion   | 22 de diciembre | 20:00    |
| FC Dordrecht    | 2 – 3     | Jong PSV        | Riwal Hoogwerkers Stadion | 22 de diciembre | 20:00    |
| Jong Ajax       | 7 – 0     | FC Volendam     | Sportcomplex De Toekomst  | 22 de diciembre | 20:00    |
| Almere City FC  | 5 – 1     | FC Eindhoven    | Yanmar Stadion            | 22 de diciembre | 20:00    |
| Fortuna Sittard | 3 – 1     | Jong FC Utrecht | Fortuna Sittard Stadion   | 23 de diciembre | 19:45    |

### Segunda vuelta
| Fecha 20        | Fecha 20  | Fecha 20        | Fecha 20                           | Fecha 20    | Fecha 20 |
| Local           | Resultado | Visitante       | Estadio                            | Fecha       | Hora     |
| --------------- | --------- | --------------- | ---------------------------------- | ----------- | -------- |
| SC Cambuur      | 3 – 2     | De Graafschap   | Cambuurstadion                     | 12 de enero | 20:00    |
| Jong PSV        | 1 – 2     | Helmond Sport   | De Herdgang                        | 12 de enero | 20:00    |
| Fortuna Sittard | 2 – 1     | Jong Ajax       | Fortuna Sittard Stadion            | 12 de enero | 20:00    |
| NEC Nijmegen    | 5 – 1     | Go Ahead Eagles | Goffertstadion                     | 12 de enero | 20:00    |
| FC Eindhoven    | 2 – 1     | FC Emmen        | Jan Louwers Stadion                | 12 de enero | 20:00    |
| FC Volendam     | 3 – 1     | FC Oss          | Kras Stadion                       | 12 de enero | 20:00    |
| RKC Waalwijk    | 1 – 0     | Jong AZ         | Mandemakers Stadion                | 12 de enero | 20:00    |
| Jong FC Utrecht | 0 – 2     | FC Dordrecht    | Sportcomplex De Westmaat           | 12 de enero | 20:00    |
| MVV Maastricht  | 0 – 0     | Telstar         | Stadion De Geusselt                | 12 de enero | 20:00    |
| FC Den Bosch    | 1 – 3     | Almere City FC  | Timmermans Infra Stadion De Vliert | 12 de enero | 20:00    |

| Fecha 21        | Fecha 21  | Fecha 21        | Fecha 21                  | Fecha 21    | Fecha 21 |
| Local           | Resultado | Visitante       | Estadio                   | Fecha       | Hora     |
| --------------- | --------- | --------------- | ------------------------- | ----------- | -------- |
| Go Ahead Eagles | 3 – 1     | MVV Maastricht  | De Adelaarshorst          | 19 de enero | 20:00    |
| FC Emmen        | 2 – 1     | RKC Waalwijk    | De Oude Meerdijk          | 19 de enero | 20:00    |
| FC Oss          | 2 – 0     | Jong FC Utrecht | Frans Heesen Stadion      | 19 de enero | 20:00    |
| Helmond Sport   | 1 – 4     | FC Volendam     | Lavans Stadion            | 19 de enero | 20:00    |
| Telstar         | 4 – 1     | FC Eindhoven    | Rabobank IJmond Stadion   | 19 de enero | 20:00    |
| FC Dordrecht    | 3 – 0     | Fortuna Sittard | Riwal Hoogwerkers Stadion | 19 de enero | 20:00    |
| De Graafschap   | 2 – 3     | Jong PSV        | Stadion De Vijverberg     | 19 de enero | 20:00    |
| Almere City FC  | 3 – 2     | NEC Nijmegen    | Yanmar Stadion            | 19 de enero | 20:00    |
| Jong AZ         | 1 – 1     | FC Den Bosch    | AFAS Trainingscomplex     | 22 de enero | 20:00    |
| Jong Ajax       | 3 – 2     | SC Cambuur      | Sportcomplex De Toekomst  | 22 de enero | 20:00    |

| Fecha 22        | Fecha 22  | Fecha 22        | Fecha 22                  | Fecha 22    | Fecha 22 |
| Local           | Resultado | Visitante       | Estadio                   | Fecha       | Hora     |
| --------------- | --------- | --------------- | ------------------------- | ----------- | -------- |
| Fortuna Sittard | 1 – 2     | FC Emmen        | Fortuna Sittard Stadion   | 26 de enero | 20:00    |
| NEC Nijmegen    | 1 – 0     | FC Den Bosch    | Goffertstadion            | 26 de enero | 20:00    |
| Helmond Sport   | 1 – 2     | Almere City FC  | Lavans Stadion            | 26 de enero | 20:00    |
| RKC Waalwijk    | 2 – 4     | Jong Ajax       | Mandemakers Stadion       | 26 de enero | 20:00    |
| Telstar         | 2 – 1     | Jong AZ         | Rabobank IJmond Stadion   | 26 de enero | 20:00    |
| FC Dordrecht    | 2 – 0     | FC Oss          | Riwal Hoogwerkers Stadion | 26 de enero | 20:00    |
| Jong FC Utrecht | 1 – 3     | SC Cambuur      | Sportcomplex De Westmaat  | 26 de enero | 20:00    |
| MVV Maastricht  | 1 – 3     | De Graafschap   | Stadion De Geusselt       | 26 de enero | 20:00    |
| FC Volendam     | 4 – 3     | Go Ahead Eagles | Kras Stadion              | 28 de enero | 14:30    |
| Jong PSV        | 4 – 1     | FC Eindhoven    | De Herdgang               | 29 de enero | 20:00    |

| Fecha 23       | Fecha 23  | Fecha 23        | Fecha 23                           | Fecha 23     | Fecha 23 |
| Local          | Resultado | Visitante       | Estadio                            | Fecha        | Hora     |
| -------------- | --------- | --------------- | ---------------------------------- | ------------ | -------- |
| SC Cambuur     | 2 – 1     | Go Ahead Eagles | Cambuurstadion                     | 2 de febrero | 20:00    |
| FC Emmen       | 1 – 0     | NEC Nijmegen    | De Oude Meerdijk                   | 2 de febrero | 20:00    |
| FC Eindhoven   | 3 – 1     | RKC Waalwijk    | Jan Louwers Stadion                | 2 de febrero | 20:00    |
| FC Volendam    | 2 – 0     | Fortuna Sittard | Kras Stadion                       | 2 de febrero | 20:00    |
| De Graafschap  | 7 – 0     | Jong FC Utrecht | Stadion De Vijverberg              | 2 de febrero | 20:00    |
| FC Den Bosch   | 3 – 2     | Telstar         | Timmermans Infra Stadion De Vliert | 2 de febrero | 20:00    |
| Almere City FC | 1 – 2     | FC Dordrecht    | Yanmar Stadion                     | 2 de febrero | 20:00    |
| Jong AZ        | 3 – 1     | FC Oss          | AFAS Trainingscomplex              | 5 de febrero | 20:00    |
| Jong PSV       | 1 – 0     | MVV Maastricht  | De Herdgang                        | 5 de febrero | 20:00    |
| Jong Ajax      | 2 – 0     | Helmond Sport   | Sportcomplex De Toekomst           | 5 de febrero | 20:00    |

| Fecha 24        | Fecha 24  | Fecha 24        | Fecha 24                           | Fecha 24      | Fecha 24 |
| Local           | Resultado | Visitante       | Estadio                            | Fecha         | Hora     |
| --------------- | --------- | --------------- | ---------------------------------- | ------------- | -------- |
| NEC Nijmegen    | 2 – 0     | Jong PSV        | Goffertstadion                     | 8 de febrero  | 20:00    |
| SC Cambuur      | 0 – 2     | MVV Maastricht  | Cambuurstadion                     | 9 de febrero  | 20:00    |
| FC Oss          | 5 – 1     | Almere City FC  | Frans Heesen Stadion               | 9 de febrero  | 20:00    |
| Telstar         | 3 – 3     | Jong Ajax       | Rabobank IJmond Stadion            | 9 de febrero  | 20:00    |
| Jong FC Utrecht | 5 – 2     | RKC Waalwijk    | Sportcomplex De Westmaat           | 9 de febrero  | 20:00    |
| De Graafschap   | 2 – 1     | FC Volendam     | Stadion De Vijverberg              | 9 de febrero  | 20:00    |
| FC Den Bosch    | 4 – 0     | FC Eindhoven    | Timmermans Infra Stadion De Vliert | 9 de febrero  | 20:00    |
| FC Dordrecht    | 3 – 2     | Helmond Sport   | Riwal Hoogwerkers Stadion          | 9 de febrero  | 20:30    |
| Jong AZ         | 2 – 0     | Fortuna Sittard | AFAS Trainingscomplex              | 12 de febrero | 20:00    |
| Go Ahead Eagles | 0 – 1     | FC Emmen        | De Adelaarshorst                   | 12 de febrero | 20:00    |

| Fecha 25        | Fecha 25  | Fecha 25        | Fecha 25                 | Fecha 25      | Fecha 25 |
| Local           | Resultado | Visitante       | Estadio                  | Fecha         | Hora     |
| --------------- | --------- | --------------- | ------------------------ | ------------- | -------- |
| FC Emmen        | 5 – 2     | De Graafschap   | De Oude Meerdijk         | 16 de febrero | 20:00    |
| Fortuna Sittard | 1 – 1     | Telstar         | Fortuna Sittard Stadion  | 16 de febrero | 20:00    |
| FC Eindhoven    | 1 – 3     | Jong AZ         | Jan Louwers Stadion      | 16 de febrero | 20:00    |
| FC Volendam     | 4 – 1     | FC Dordrecht    | Kras Stadion             | 16 de febrero | 20:00    |
| Helmond Sport   | 2 – 0     | Jong FC Utrecht | Lavans Stadion           | 16 de febrero | 20:00    |
| RKC Waalwijk    | 0 – 0     | SC Cambuur      | Mandemakers Stadion      | 16 de febrero | 20:00    |
| MVV Maastricht  | 4 – 1     | NEC Nijmegen    | Stadion De Geusselt      | 16 de febrero | 20:00    |
| Almere City FC  | 2 – 0     | Go Ahead Eagles | Yanmar Stadion           | 16 de febrero | 20:00    |
| Jong PSV        | 2 – 1     | FC Den Bosch    | Jan Louwers Stadion      | 19 de febrero | 20:00    |
| Jong Ajax       | 2 – 0     | FC Oss          | Sportcomplex De Toekomst | 19 de febrero | 20:00    |

| Fecha 26        | Fecha 26  | Fecha 26        | Fecha 26                           | Fecha 26      | Fecha 26 |
| Local           | Resultado | Visitante       | Estadio                            | Fecha         | Hora     |
| --------------- | --------- | --------------- | ---------------------------------- | ------------- | -------- |
| SC Cambuur      | 1 – 1     | FC Emmen        | Cambuurstadion                     | 23 de febrero | 20:00    |
| Go Ahead Eagles | 2 – 1     | FC Oss          | De Adelaarshorst                   | 23 de febrero | 20:00    |
| NEC Nijmegen    | 1 – 1     | Fortuna Sittard | Goffertstadion                     | 23 de febrero | 20:00    |
| FC Eindhoven    | 0 – 1     | FC Dordrecht    | Jan Louwers Stadion                | 23 de febrero | 20:00    |
| Telstar         | 5 – 2     | FC Volendam     | Rabobank IJmond Stadion            | 23 de febrero | 20:00    |
| MVV Maastricht  | 3 – 0     | Almere City FC  | Stadion De Geusselt                | 23 de febrero | 20:00    |
| De Graafschap   | 1 – 0     | Helmond Sport   | Stadion De Vijverberg              | 23 de febrero | 20:00    |
| FC Den Bosch    | 0 – 0     | RKC Waalwijk    | Timmermans Infra Stadion De Vliert | 23 de febrero | 20:00    |
| Jong AZ         | 2 – 1     | Jong PSV        | AFAS Trainingscomplex              | 26 de febrero | 20:00    |
| Jong FC Utrecht | 2 – 1     | Jong Ajax       | Stadion Galgenwaard                | 26 de febrero | 20:00    |

| Fecha 27        | Fecha 27  | Fecha 27       | Fecha 27                  | Fecha 27   | Fecha 27 |
| Local           | Resultado | Visitante      | Estadio                   | Fecha      | Hora     |
| --------------- | --------- | -------------- | ------------------------- | ---------- | -------- |
| FC Oss          | 2 – 1     | SC Cambuur     | Frans Heesen Stadion      | 2 de marzo | 20:00    |
| FC Volendam     | 3 – 2     | FC Eindhoven   | Kras Stadion              | 2 de marzo | 20:00    |
| Helmond Sport   | 3 – 0     | Jong AZ        | Lavans Stadion            | 2 de marzo | 20:00    |
| RKC Waalwijk    | 0 – 2     | NEC Nijmegen   | Mandemakers Stadion       | 2 de marzo | 20:00    |
| FC Dordrecht    | 2 – 3     | Telstar        | Riwal Hoogwerkers Stadion | 2 de marzo | 20:00    |
| Almere City FC  | 1 – 2     | Jong Ajax      | Yanmar Stadion            | 2 de marzo | 20:00    |
| Go Ahead Eagles | 0 – 4     | De Graafschap  | De Adelaarshorst          | 4 de marzo | 14:30    |
| Jong PSV        | 1 – 1     | FC Emmen       | De Herdgang               | 5 de marzo | 20:00    |
| Fortuna Sittard | 3 – 0     | MVV Maastricht | Fortuna Sittard Stadion   | 5 de marzo | 20:00    |
| Jong FC Utrecht | 1 – 1     | FC Den Bosch   | Stadion Galgenwaard       | 5 de marzo | 20:00    |

| Fecha 28       | Fecha 28  | Fecha 28        | Fecha 28                           | Fecha 28   | Fecha 28 |
| Local          | Resultado | Visitante       | Estadio                            | Fecha      | Hora     |
| -------------- | --------- | --------------- | ---------------------------------- | ---------- | -------- |
| SC Cambuur     | 2 – 1     | Almere City FC  | Cambuurstadion                     | 9 de marzo | 20:00    |
| FC Emmen       | 0 – 2     | Jong AZ         | De Oude Meerdijk                   | 9 de marzo | 20:00    |
| NEC Nijmegen   | 3 – 0     | FC Volendam     | Goffertstadion                     | 9 de marzo | 20:00    |
| FC Eindhoven   | 1 – 3     | Fortuna Sittard | Jan Louwers Stadion                | 9 de marzo | 20:00    |
| RKC Waalwijk   | 3 – 2     | Jong PSV        | Mandemakers Stadion                | 9 de marzo | 20:00    |
| Telstar        | 2 – 3     | Helmond Sport   | Rabobank IJmond Stadion            | 9 de marzo | 20:00    |
| Jong Ajax      | 0 – 2     | Go Ahead Eagles | Sportcomplex De Toekomst           | 9 de marzo | 20:00    |
| MVV Maastricht | 3 – 1     | Jong FC Utrecht | Stadion De Geusselt                | 9 de marzo | 20:00    |
| De Graafschap  | 0 – 1     | FC Dordrecht    | Stadion De Vijverberg              | 9 de marzo | 20:00    |
| FC Den Bosch   | 0 – 0     | FC Oss          | Timmermans Infra Stadion De Vliert | 9 de marzo | 20:00    |

| Fecha 29        | Fecha 29  | Fecha 29        | Fecha 29                  | Fecha 29    | Fecha 29 |
| Local           | Resultado | Visitante       | Estadio                   | Fecha       | Hora     |
| --------------- | --------- | --------------- | ------------------------- | ----------- | -------- |
| Jong AZ         | 0 – 0     | Go Ahead Eagles | AFAS Trainingscomplex     | 12 de marzo | 20:00    |
| Jong PSV        | 1 – 1     | SC Cambuur      | De Herdgang               | 12 de marzo | 20:00    |
| Fortuna Sittard | 1 – 1     | De Graafschap   | Fortuna Sittard Stadion   | 12 de marzo | 20:00    |
| FC Oss          | 2 – 3     | FC Emmen        | Frans Heesen Stadion      | 12 de marzo | 20:00    |
| FC Volendam     | 2 – 2     | MVV Maastricht  | Kras Stadion              | 12 de marzo | 20:00    |
| Helmond Sport   | 3 – 1     | FC Den Bosch    | Lavans Stadion            | 12 de marzo | 20:00    |
| FC Dordrecht    | 1 – 0     | RKC Waalwijk    | Riwal Hoogwerkers Stadion | 12 de marzo | 20:00    |
| Jong Ajax       | 4 – 0     | FC Eindhoven    | Sportcomplex De Toekomst  | 12 de marzo | 20:00    |
| Jong FC Utrecht | 0 – 2     | NEC Nijmegen    | Stadion Galgenwaard       | 12 de marzo | 20:00    |
| Almere City FC  | 2 – 3     | Telstar         | Yanmar Stadion            | 12 de marzo | 20:00    |

| Fecha 30        | Fecha 30  | Fecha 30        | Fecha 30                           | Fecha 30    | Fecha 30 |
| Local           | Resultado | Visitante       | Estadio                            | Fecha       | Hora     |
| --------------- | --------- | --------------- | ---------------------------------- | ----------- | -------- |
| Jong AZ         | 4 – 1     | Almere City FC  | AFAS Trainingscomplex              | 16 de marzo | 20:00    |
| SC Cambuur      | 1 – 1     | NEC Nijmegen    | Cambuurstadion                     | 16 de marzo | 20:00    |
| Go Ahead Eagles | 1 – 1     | Telstar         | De Adelaarshorst                   | 16 de marzo | 20:00    |
| Jong PSV        | 2 – 1     | FC Volendam     | De Herdgang                        | 16 de marzo | 20:00    |
| FC Emmen        | 0 – 0     | Helmond Sport   | De Oude Meerdijk                   | 16 de marzo | 20:00    |
| FC Oss          | 1 – 2     | Fortuna Sittard | Frans Heesen Stadion               | 16 de marzo | 20:00    |
| FC Eindhoven    | 5 – 2     | Jong FC Utrecht | Jan Louwers Stadion                | 16 de marzo | 20:00    |
| RKC Waalwijk    | 1 – 1     | MVV Maastricht  | Mandemakers Stadion                | 16 de marzo | 20:00    |
| De Graafschap   | 2 – 4     | Jong Ajax       | Stadion De Vijverberg              | 16 de marzo | 20:00    |
| FC Den Bosch    | 4 – 1     | FC Dordrecht    | Timmermans Infra Stadion De Vliert | 16 de marzo | 20:00    |

| Fecha 31        | Fecha 31  | Fecha 31        | Fecha 31                  | Fecha 31    | Fecha 31 |
| Local           | Resultado | Visitante       | Estadio                   | Fecha       | Hora     |
| --------------- | --------- | --------------- | ------------------------- | ----------- | -------- |
| Fortuna Sittard | 3 – 2     | SC Cambuur      | Fortuna Sittard Stadion   | 23 de marzo | 20:00    |
| NEC Nijmegen    | 1 – 1     | De Graafschap   | Goffertstadion            | 23 de marzo | 20:00    |
| Helmond Sport   | 2 – 1     | FC Oss          | Lavans Stadion            | 23 de marzo | 20:00    |
| Jong FC Utrecht | 1 – 4     | Jong PSV        | Sportcomplex De Westmaat  | 23 de marzo | 20:00    |
| MVV Maastricht  | 2 – 0     | FC Eindhoven    | Stadion De Geusselt       | 23 de marzo | 20:00    |
| Telstar         | 0 – 0     | RKC Waalwijk    | Rabobank IJmond Stadion   | 24 de marzo | 19:45    |
| FC Volendam     | 1 – 0     | FC Den Bosch    | Kras Stadion              | 25 de marzo | 14:30    |
| FC Dordrecht    | 1 – 2     | Go Ahead Eagles | Riwal Hoogwerkers Stadion | 25 de marzo | 14:30    |
| Jong Ajax       | 0 – 1     | Jong AZ         | Sportcomplex De Toekomst  | 25 de marzo | 14:30    |
| Almere City FC  | 2 – 2     | FC Emmen        | Yanmar Stadion            | 25 de marzo | 14:30    |

| Fecha 32        | Fecha 32  | Fecha 32        | Fecha 32                           | Fecha 32    | Fecha 32 |
| Local           | Resultado | Visitante       | Estadio                            | Fecha       | Hora     |
| --------------- | --------- | --------------- | ---------------------------------- | ----------- | -------- |
| Jong AZ         | 1 – 3     | Jong FC Utrecht | AFAS Trainingscomplex              | 30 de marzo | 20:00    |
| SC Cambuur      | 2 – 2     | FC Volendam     | Cambuurstadion                     | 30 de marzo | 20:00    |
| Go Ahead Eagles | 3 – 1     | Helmond Sport   | De Adelaarshorst                   | 30 de marzo | 20:00    |
| FC Emmen        | 1 – 3     | FC Dordrecht    | De Oude Meerdijk                   | 30 de marzo | 20:00    |
| FC Oss          | 0 – 0     | Telstar         | Frans Heesen Stadion               | 30 de marzo | 20:00    |
| FC Eindhoven    | 3 – 2     | NEC Nijmegen    | Jan Louwers Stadion                | 30 de marzo | 20:00    |
| Jong Ajax       | 0 – 3     | Jong PSV        | Sportcomplex De Toekomst           | 30 de marzo | 20:00    |
| De Graafschap   | 1 – 0     | RKC Waalwijk    | Stadion De Vijverberg              | 30 de marzo | 20:00    |
| FC Den Bosch    | 2 – 1     | MVV Maastricht  | Timmermans Infra Stadion De Vliert | 30 de marzo | 20:00    |
| Almere City FC  | 1 – 4     | Fortuna Sittard | Yanmar Stadion                     | 30 de marzo | 20:00    |

| Fecha 33        | Fecha 33  | Fecha 33        | Fecha 33                  | Fecha 33   | Fecha 33 |
| Local           | Resultado | Visitante       | Estadio                   | Fecha      | Hora     |
| --------------- | --------- | --------------- | ------------------------- | ---------- | -------- |
| SC Cambuur      | 3 – 2     | FC Eindhoven    | Cambuurstadion            | 2 de abril | 14:30    |
| Jong PSV        | 5 – 1     | FC Oss          | De Herdgang               | 2 de abril | 14:30    |
| Fortuna Sittard | 3 – 0     | Helmond Sport   | Fortuna Sittard Stadion   | 2 de abril | 14:30    |
| NEC Nijmegen    | 3 – 0     | Telstar         | Goffertstadion            | 2 de abril | 14:30    |
| FC Volendam     | 4 – 1     | Jong AZ         | Kras Stadion              | 2 de abril | 14:30    |
| RKC Waalwijk    | 0 – 4     | Almere City FC  | Mandemakers Stadion       | 2 de abril | 14:30    |
| FC Dordrecht    | 2 – 3     | Jong Ajax       | Riwal Hoogwerkers Stadion | 2 de abril | 14:30    |
| MVV Maastricht  | 0 – 1     | FC Emmen        | Stadion De Geusselt       | 2 de abril | 14:30    |
| De Graafschap   | 2 – 1     | FC Den Bosch    | Stadion De Vijverberg     | 2 de abril | 14:30    |
| Jong FC Utrecht | 1 – 0     | Go Ahead Eagles | Stadion Galgenwaard       | 2 de abril | 14:30    |

| Fecha 34        | Fecha 34  | Fecha 34        | Fecha 34                           | Fecha 34    | Fecha 34 |
| Local           | Resultado | Visitante       | Estadio                            | Fecha       | Hora     |
| --------------- | --------- | --------------- | ---------------------------------- | ----------- | -------- |
| Jong AZ         | 3 – 1     | FC Dordrecht    | AFAS Trainingscomplex              | 6 de abril  | 20:00    |
| Go Ahead Eagles | 0 – 1     | Fortuna Sittard | De Adelaarshorst                   | 6 de abril  | 20:00    |
| FC Emmen        | 2 – 3     | FC Volendam     | De Oude Meerdijk                   | 6 de abril  | 20:00    |
| FC Oss          | 3 – 1     | RKC Waalwijk    | Frans Heesen Stadion               | 6 de abril  | 20:00    |
| FC Eindhoven    | 2 – 4     | De Graafschap   | Jan Louwers Stadion                | 6 de abril  | 20:00    |
| Helmond Sport   | 2 – 3     | MVV Maastricht  | Lavans Stadion                     | 6 de abril  | 20:00    |
| Telstar         | 0 – 0     | Jong PSV        | Rabobank IJmond Stadion            | 6 de abril  | 20:00    |
| FC Den Bosch    | 1 – 2     | SC Cambuur      | Timmermans Infra Stadion De Vliert | 6 de abril  | 20:00    |
| Almere City FC  | 2 – 1     | Jong FC Utrecht | Yanmar Stadion                     | 6 de abril  | 20:00    |
| Jong Ajax       | 1 – 0     | NEC Nijmegen    | Sportcomplex De Toekomst           | 16 de abril | 20:00    |

| Fecha 35        | Fecha 35  | Fecha 35        | Fecha 35                           | Fecha 35    | Fecha 35 |
| Local           | Resultado | Visitante       | Estadio                            | Fecha       | Hora     |
| --------------- | --------- | --------------- | ---------------------------------- | ----------- | -------- |
| SC Cambuur      | 3 – 2     | Jong AZ         | Cambuurstadion                     | 9 de abril  | 20:00    |
| FC Emmen        | 2 – 3     | Telstar         | De Oude Meerdijk                   | 9 de abril  | 20:00    |
| NEC Nijmegen    | 2 – 1     | FC Oss          | Goffertstadion                     | 9 de abril  | 20:00    |
| FC Eindhoven    | 3 – 2     | Helmond Sport   | Jan Louwers Stadion                | 9 de abril  | 20:00    |
| RKC Waalwijk    | 1 – 1     | Fortuna Sittard | Mandemakers Stadion                | 9 de abril  | 20:00    |
| MVV Maastricht  | 1 – 0     | FC Dordrecht    | Stadion De Geusselt                | 9 de abril  | 20:00    |
| De Graafschap   | 4 – 2     | Almere City FC  | Stadion De Vijverberg              | 9 de abril  | 20:00    |
| Jong FC Utrecht | 2 – 1     | FC Volendam     | Stadion Galgenwaard                | 9 de abril  | 20:00    |
| FC Den Bosch    | 2 – 5     | Jong Ajax       | Timmermans Infra Stadion De Vliert | 9 de abril  | 20:00    |
| Jong PSV        | 6 – 0     | Go Ahead Eagles | Philips Stadion                    | 10 de abril | 20:00    |

| Fecha 36        | Fecha 36  | Fecha 36        | Fecha 36                  | Fecha 36    | Fecha 36 |
| Local           | Resultado | Visitante       | Estadio                   | Fecha       | Hora     |
| --------------- | --------- | --------------- | ------------------------- | ----------- | -------- |
| Jong AZ         | 3 – 1     | MVV Maastricht  | AFAS Trainingscomplex     | 13 de abril | 20:00    |
| Go Ahead Eagles | 1 – 3     | FC Eindhoven    | De Adelaarshorst          | 13 de abril | 20:00    |
| Fortuna Sittard | 2 – 0     | FC Den Bosch    | Fortuna Sittard Stadion   | 13 de abril | 20:00    |
| FC Oss          | 1 – 4     | De Graafschap   | Frans Heesen Stadion      | 13 de abril | 20:00    |
| FC Volendam     | 0 – 1     | RKC Waalwijk    | Kras Stadion              | 13 de abril | 20:00    |
| Helmond Sport   | 1 – 2     | NEC Nijmegen    | Lavans Stadion            | 13 de abril | 20:00    |
| Telstar         | 1 – 0     | Jong FC Utrecht | Rabobank IJmond Stadion   | 13 de abril | 20:00    |
| FC Dordrecht    | 0 – 3     | SC Cambuur      | Riwal Hoogwerkers Stadion | 13 de abril | 20:00    |
| Jong Ajax       | 3 – 2     | FC Emmen        | Sportcomplex De Toekomst  | 13 de abril | 20:00    |
| Almere City FC  | 2 – 1     | Jong PSV        | Yanmar Stadion            | 13 de abril | 20:00    |

| Fecha 37        | Fecha 37  | Fecha 37        | Fecha 37                           | Fecha 37    | Fecha 37 |
| Local           | Resultado | Visitante       | Estadio                            | Fecha       | Hora     |
| --------------- | --------- | --------------- | ---------------------------------- | ----------- | -------- |
| SC Cambuur      | 4 – 1     | Helmond Sport   | Cambuurstadion                     | 20 de abril | 20:00    |
| Jong PSV        | 4 – 2     | FC Dordrecht    | De Herdgang                        | 20 de abril | 20:00    |
| NEC Nijmegen    | 2 – 0     | Jong AZ         | Goffertstadion                     | 20 de abril | 20:00    |
| FC Eindhoven    | 3 – 2     | Almere City FC  | Jan Louwers Stadion                | 20 de abril | 20:00    |
| FC Volendam     | 1 – 2     | Jong Ajax       | Kras Stadion                       | 20 de abril | 20:00    |
| RKC Waalwijk    | 2 – 1     | Go Ahead Eagles | Mandemakers Stadion                | 20 de abril | 20:00    |
| MVV Maastricht  | 1 – 1     | FC Oss          | Stadion De Geusselt                | 20 de abril | 20:00    |
| De Graafschap   | 1 – 0     | Telstar         | Stadion De Vijverberg              | 20 de abril | 20:00    |
| Jong FC Utrecht | 0 – 1     | Fortuna Sittard | Stadion Galgenwaard                | 20 de abril | 20:00    |
| FC Den Bosch    | 1 – 2     | FC Emmen        | Timmermans Infra Stadion De Vliert | 23 de abril | 20:00    |

| Fecha 38        | Fecha 38  | Fecha 38        | Fecha 38                  | Fecha 38    | Fecha 38 |
| Local           | Resultado | Visitante       | Estadio                   | Fecha       | Hora     |
| --------------- | --------- | --------------- | ------------------------- | ----------- | -------- |
| Jong AZ         | 2 – 2     | De Graafschap   | AFAS Trainingscomplex     | 28 de abril | 19:45    |
| Go Ahead Eagles | 1 – 2     | FC Den Bosch    | De Adelaarshorst          | 28 de abril | 19:45    |
| FC Emmen        | 0 – 0     | Jong FC Utrecht | De Oude Meerdijk          | 28 de abril | 19:45    |
| Fortuna Sittard | 1 – 0     | Jong PSV        | Fortuna Sittard Stadion   | 28 de abril | 19:45    |
| FC Oss          | 1 – 1     | FC Eindhoven    | Frans Heesen Stadion      | 28 de abril | 19:45    |
| Helmond Sport   | 2 – 2     | RKC Waalwijk    | Lavans Stadion            | 28 de abril | 19:45    |
| Telstar         | 0 – 1     | SC Cambuur      | Rabobank IJmond Stadion   | 28 de abril | 19:45    |
| FC Dordrecht    | 3 – 3     | NEC Nijmegen    | Riwal Hoogwerkers Stadion | 28 de abril | 19:45    |
| Jong Ajax       | 2 – 1     | MVV Maastricht  | Sportcomplex De Toekomst  | 28 de abril | 19:45    |
| Almere City FC  | 2 – 0     | FC Volendam     | Yanmar Stadion            | 28 de abril | 19:45    |

## Estadísticas
| Pos.                                      | Jugador            | Equipo          | Part. | Anotado | Anotado · Penal | Prom. |
| ----------------------------------------- | ------------------ | --------------- | ----- | ------- | --------------- | ----- |
| 1.                                        | Mart Lieder        | FC Eindhoven    | 31    | 30      | 5               | 0.97  |
| 2.                                        | Andrija Novakovich | Telstar         | 35    | 19      | 3               | 0.54  |
| 3.                                        | Mateo Casierra     | Jong Ajax       | 29    | 18      | 2               | 0.62  |
| 3.                                        | Jonathan Okita     | MVV Maastricht  | 36    | 18      | 0               | 0.5   |
| 5.                                        | Cas Peters         | FC Emmen        | 38    | 17      | 6               | 0.45  |
| 6.                                        | Sam Hendriks       | Go Ahead Eagles | 34    | 16      | 1               | 0.47  |
| 6.                                        | Arsenio Valpoort   | Almere City FC  | 34    | 16      | 1               | 0.47  |
| 6.                                        | Daryl van Mieghem  | De Graafschap   | 38    | 16      | 0               | 0.42  |
| 9.                                        | Anass Achahbar     | NEC Nijmegen    | 25    | 15      | 1               | 0.6   |
| 9.                                        | Enzo Stroo         | FC Volendam     | 33    | 15      | 0               | 0.45  |
| 9.                                        | Fatih Kamaçi       | FC Oss          | 35    | 15      | 3               | 0.43  |
| 9.                                        | Lisandro Semedo    | Fortuna Sittard | 37    | 15      | 5               | 0.41  |
| 9.                                        | Niek Vossebelt     | FC Den Bosch    | 37    | 15      | 7               | 0.41  |
| 9.                                        | Denis Mahmudov     | FC Dordrecht    | 38    | 15      | 4               | 0.39  |
| Última actualización: 28 de abril de 2018 |                    |                 |       |         |                 |       |

| Pos.                                      | Jugador           | Equipo          | Part. | Asistencias | Prom. |
| ----------------------------------------- | ----------------- | --------------- | ----- | ----------- | ----- |
| 1.                                        | Arnaut Groeneveld | NEC Nijmegen    | 28    | 16          | 0.57  |
| 2.                                        | Lisandro Semedo   | Fortuna Sittard | 37    | 15          | 0.41  |
| 3.                                        | Nick Doodeman     | FC Volendam     | 35    | 14          | 0.4   |
| 3.                                        | Daryl van Mieghem | De Graafschap   | 38    | 14          | 0.37  |
| 5.                                        | Carel Eiting      | Jong Ajax       | 18    | 11          | 0.61  |
| 5.                                        | Ferdi Kadioglu    | NEC Nijmegen    | 34    | 11          | 0.32  |
| 5.                                        | Elton Kabangu     | FC Eindhoven    | 38    | 11          | 0.29  |
| 8.                                        | Mark Diemers      | De Graafschap   | 37    | 10          | 0.27  |
| 8.                                        | Joey Suk          | Go Ahead Eagles | 37    | 10          | 0.27  |
| 10.                                       | Achille Vaarnold  | Almere City FC  | 20    | 9           | 0.45  |
| Última actualización: 28 de abril de 2018 |                   |                 |       |             |       |